# Amy Reid
Amy Reid (Fráncfort, Alemania, 15 de abril de 1985) es el nombre artístico de Devin Valencia, una actriz pornográfica estadounidense.

## Biografía
Amy Reid nació en Fráncfort, Alemania, pero sus padres regresaron al sur de California cuando Reid tenía un año. Tras estudiar durante dos años ingeniería mecánica en la Universidad Politécnica de la Estatal de California, Pomona, Reid decidió mudarse a Los Ángeles para trabajar en Walgreens (una empresa farmacéutica).

### Carrera como actriz porno
En 2005 debutó en el porno con Young Ripe Mellons 7. Rápidamente destacó en la Industria por su generoso pecho natural y se hizo habitual su presencia en producciones donde destacaban las actrices de esas características. De esta forma protagonizó títulos como : Big Natural Titties 2 (2006), Big Wet Tits 3 (2006), Tits Ahoy 4 (2006) o Super Naturals 4 (2006).
En 2006 realizó su primera escena de sexo anal en la película de Jules Jordan Weapons of Ass Destruction 5.
En octubre de 2007 la actriz firmó un contrato de exclusiva para Third Degree, una productora especializada en el género gonzo. Así se convirtió en la primera actriz bajo contrato exclusivo del estudio. Sin embargo, y a pesar de que el acuerdo preveía varios años de contrato, Amy Ried decidió cancelarlo el 22 de febrero de 2008 cuando había cumplido un año.
En mayo de 2008 fue elegida DanniGirl del mes.

## Premios
- 2007 F.A.M.E. Award a la Mejor actriz revelación[7]
- 2007 Premios AVN Mejor escena de sexo anal por Breakin' 'Em In #9[8]
- 2007 Premios AVN a la mejor Tease Performance por My Plaything: Amy Ried[8]